# Jardín botánico Dunas del Odiel
El Jardín Botánico Dunas del Odiel es un jardín botánico de unas 8 hectáreas de extensión que se encuentra en la provincia de Huelva, comunidad autónoma de Andalucía, España. Este jardín botánico forma parte de la Red de Jardines Botánicos de Andalucía, teniendo el propósito de conservación de la flora de Andalucía y de la educación ambiental, tanto de los escolares como del público en general.

## Localización
Se encuentra en la carretera que une Huelva con Mazagón, en el término municipal de Palos de la Frontera, en el interior del Paraje Natural Marismas del Odiel y espacios litorales.

## Historia
Ha sido inaugurado en 2007 y forma parte de la estructura global de la conservación de la flora y vegetación de la Consejería de Agricultura, Pesca y Medio Ambiente, integrada a su vez por los Servicios de Conservación, la Red de Viveros, y el Banco de Germoplasma Vegetal Andaluz, en colaboración con instituciones científicas, docentes y otros organismos gubernamentales y ONG que comparten los mismos objetivos.

## Colecciones
Albergará más de 30 000 ejemplares de 84 especies arbóreas y arbustivas. Respecto a las especies amenazadas y de interés, la representación final del jardín ascenderá a más de 150 taxones
Las plantas se encuentran agrupadas como:
- Plantas mediterráneas,
- Endemismos ibéricos
- Endemismos del norte de África,
- Endemismos locales y una treintena de especies protegidas de la costa de Huelva y Cádiz.